# Dermestes pardalis
Dermestes pardalis é uma espécie de insetos coleópteros polífagos pertencente à família Dermestidae.
A autoridade científica da espécie é Billberg, tendo sido descrita no ano de 1808.
Trata-se de uma espécie presente no território português.